# Feliks Więcek
Feliks Więcek (1904 – 1978) foi um ex-ciclista profissional polonês. Venceu a edição de 1928 da competição Volta à Polônia.